# Santa María Yosocani
Santa María Yosocani är en ort i Mexiko.   Den ligger i kommunen San Lorenzo och delstaten Oaxaca, i den sydöstra delen av landet, 400 km söder om huvudstaden Mexico City. Santa María Yosocani ligger 277 meter över havet och antalet invånare är 825.
Terrängen runt Santa María Yosocani är kuperad åt nordväst, men åt sydost är den platt. Runt Santa María Yosocani är det ganska tätbefolkat, med 96 invånare per kvadratkilometer. Närmaste större samhälle är Santa Catarina Mechoacán, 11,0 km söder om Santa María Yosocani. Omgivningarna runt Santa María Yosocani är huvudsakligen savann.